# Gajówka-Parcel
Gajówka-Parcel – wieś w Polsce położona w województwie łódzkim, w powiecie poddębickim, w gminie Dalików. Powstała w 2008 roku.